# Елец, Люциан Адамович
Люциа́н Ада́мович Еле́ц (Луциа́н, Лукиа́н; 1833; Гродненская губерния — 13 апреля 1884) — генерал-майор русской армии по армейской пехоте, участник Кавказской и Русско-турецкой войн.

## Биография
Родился в 1833 году. Происходил из дворян Гродненской губернии; католического вероисповедания. В 1849 году окончил Полоцкий кадетский корпус. В 1852 году по 1-му разряду окончил курс в Дворянском полку, и в чине поручика поступил на службу в Санкт-Петербургский гренадерский короля Фридриха-Вильгельма III полк. В 1855 году поступил в Николаевскую академию Генерального штаба, по окончании курса в которой в 1857 году был причислен к Генеральному штабу и продолжил службу в Восточной Сибири, поступив в распоряжение генерал-губернатора.
В дальнейшем Елец был командирован в Главный штаб Кавказской армии. Состоял на должности старшего адъютанта штаба Терской области. Особо отличился в боях с горцами и уничтожении их аулов во время экспедиции Пшехского отряда к верховьям р. Псекупсы в 1864 году, за что 30 августа следующего года был произведён в подполковники, награждён орденом Св. Станислава 2-й степени и назначен на должность начальника штаба 40-й пехотной дивизии.
30 августа 1868 года Елец был произведён в полковники, а в следующем году назначен начальником штаба 35-й пехотной дивизии. 
В 1873 году Елец занял должность командира 67-го Тарутинского пехотного Великаго герцога Ольденбургского полка.
Во время Русско-турецкой войны 1877―1878 годов Тарутинский полк под командованием полковника Ельца действовал на Европейском театре военных действий в составе Нижнедунайского отряда. 14 января 1878 года Елец в самый разгар боя под Базарджиком прибыл к полку, чтобы восстановить пошатнувшийся правильный боевой порядок. Вскоре после распределения рот по боевым направлениям Елец получил незначительное ранение в ногу и был отправлен на перевязочный пункт. За победу в том бою 67-й Тарутинский пехотный полк был награждён Георгиевскими знамёнами с надписью «За Базарджикъ 14-го января 1878 года», а Елец ― золотой саблей «За храбрость» и 12 апреля того же года произведён в генерал-майоры (со старшинством в чине от 14 января 1878 года).
В том же 1878 году назначен командиром 2-й бригады 35-й пехотной дивизии, при этом продолжал числиться в 67-м Тарутинском пехотном полку.
Скончался 13 (25) апреля 1884 года.

## Награды
отечественные
- орден Св. Станислава 2-й ст. (1865)
- орден Св. Анны 2-й ст. (1870)
- императорская корона к ордену Св. Анны 2-й ст. (1872)
- орден Св. Владимира 4-й ст. (1875)
- золотая сабля «За храбрость» (1878)
- орден Св. Владимира 3-й ст. с мечами (1879)
- орден Св. Станислава 1-й ст. (1882)

иностранные
- ольденбургский орден Заслуг герцога Петра-Фридриха-Людвига (1878)
- командорский крест с мечами ордена Заслуг герцога Петра-Фридриха-Людвига (1878)
- большой командорский крест со звездой и мечами ордена Заслуг герцога Петра-Фридриха-Людвига (1880)

## Семья
Жена — Александра Алексеевна (1840—07.01.1913). У них сын — Юлиан.